# Live: Entertainment or Death
| Recensione | Giudizio |
| ---------- | -------- |
| AllMusic   |          |

Live: Entertainment or Death è un live album dei Mötley Crüe, uscito il 23 novembre 1999 per l'etichetta discografica Beyond Records.

## Tracce

### CD 1
1. Looks That Kill (Sixx) 6:6
2. Knock 'Em Dead, Kid (Neil, Sixx) 3:
3. Too Young to Fall in Love (Sixx) 3:5
4. Live Wire (Sixx) 4:19
5. Public Enemy #1 (Grey, Sixx) 4
6. Shout at the Devil (Sixx) 4:1
7. Merry-Go-Round (Sixx) 3:2
8. Ten Seconds to Love (Neil, Sixx) 4:46
9. Piece of Your Action (Neil, Sixx) 4:6
10. Starry Eyes (Sixx) 4:3
11. Helter Skelter (Lennon, McCartney) 4:17 (Beatles Cover)

### CD 2
1. Smokin' in the Boys' Room (Koda, Lutz) 5:18 (Brownsville Station Cover)
2. Don't Go Away Mad (Just Go Away) (Mars, Sixx) 4:14
3. Wild Side (Lee, Neil, Sixx) 5:52
4. Girls, Girls, Girls (Lee, Mars, Sixx) 4:50
5. Dr. Feelgood (Mars, Motley Crue, Sixx) 5:13
6. Without You (Mars, Sixx) 3:05
7. Primal Scream 	(Lee, Mars, Neil, Sixx) 5:42
8. Same Ol' Situation (S.O.S.) (Lee, Mars, Neil, Sixx) 4:33
9. Home Sweet Home (Lee, Neil, Sixx) 4:06
10. Kickstart My Heart [Video] (Sixx) 	5:39
11. Wild Side [Video] (Lee, Neil, Sixx)

## Formazione
- Vince Neil - voce
- Mick Mars - chitarra
- Nikki Sixx - basso
- Tommy Lee - batteria